# Llista d'asos de l'aviació de la Primera Guerra Mundial amb més de 20 victòries
El terme «as» fou utilitzat per primer cop per la premsa francesa durant la Primera Guerra Mundial, descrivint Adolphe Pégoud com l'as, després d'haver abatut 5 aparells alemanys. Al principi de la Primera Guerra Mundial encara no existien els combats aeris i els aparells eren únicament de reconeixement. Tan bon punt els aparells van començar a ser capaços d'abatre o de forçar a aterrar altres aparells, van aparèixer sistemes d'acreditació de victòries.
En els primers passos de l'aviació militar, diferents serveis aeris van desenvolupar diferents mètodes d'acreditació de victòries aèries. Cap d'aquests sistemes era 100% fiable i eren constantment subjectes a variacions. De fet, el nombre de victòries per a ser considerat com un as oficialment variava depenent del servei militar.

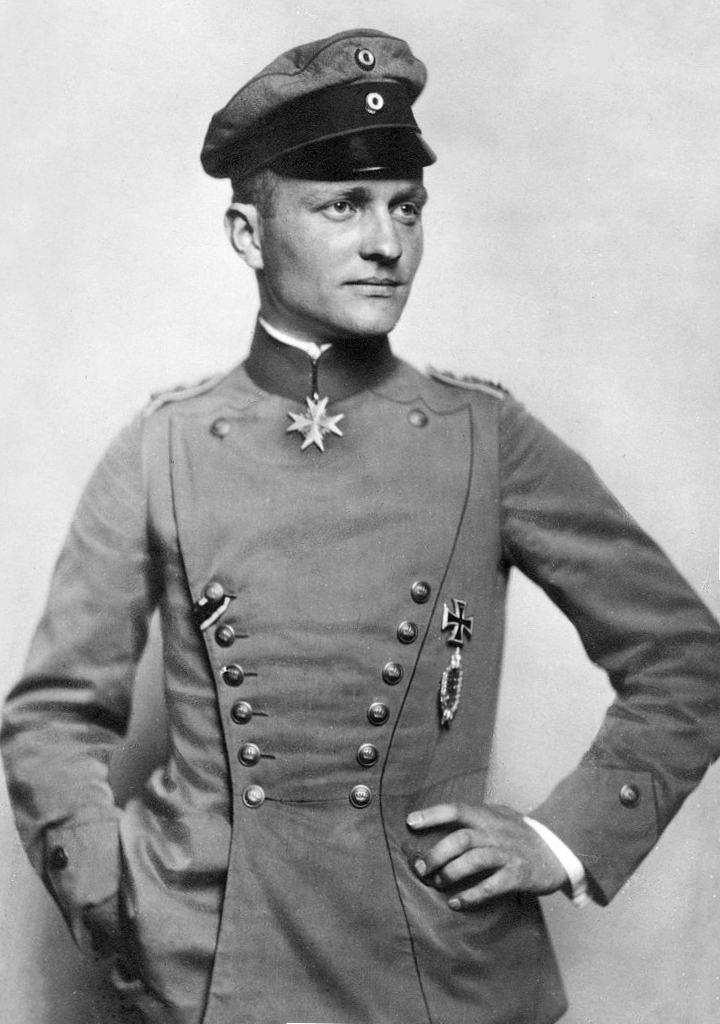
Manfred von Richthofen, l'as amb més victòries de la Primera Guerra Mundial amb la Pour le Mérite, la medalla militar amb més valor de Prússia, en un retrat oficial el 1917.

Els alemanys no utilitzaven el terme as sinó que es referien als pilots alemanys amb 10 victòries com a Überkanone, assignant cada victòria a un pilot en concret, i només després d'haver verificat visualment la destrucció total o parcial de l'aparell enemic. El sistema de l'Armee de l'Air francesa només comptava els aparells totalment destruïts, però acreditaven a tot aquell pilot o observador que hagués participat en la victòria, que en alguns casos podien ser diversos individuals. La majoria de les altres nacions (inclosos els Estats Units) van adoptar el sistema francès. Els aparells britànics lluitaven normalment sobre territori alemany i, per tant, no podien fer servir el mateix mètode que els alemanys, de verificar visualment totes les victòries. Al principi les batalles resultaven sovint en l'oponent forçat a aterrar o expulsat del territori essent obligat a marxar cap al seu territori. Per això, els britànics acreditaven combats categoritzats de decisius pels mateixos comandants d'esquadró; podent incloure aparells alemanys expulsats del territori o aparells que havien estat vistos per última vegada for a de control sense verificar si realment havien acabat estavellant-se. Les acreditacions dels russos reflectien a vegades victòries on l'enemic no havia estat totalment destruït. El terme as mai va ser utilitzat oficialment pels britànics.
Tot i que l'estatus d'as era sovint associat als pilots de caça, tant els bombarders com els aparells de reconeixement, i observadors en aparells biplaça com per exemple el Bristol F.2b (Bristol Fighter) també obtenien victòries sobre l'enemic. En ambdós bàndols, si un aparell biplaça aconseguia una victòria, aquesta era acreditada a ambdós membres de l'equip, tant el pilot com l'observador/metralladora. Com que alguns pilots formaven equips amb diversos observadors/metralladora en aparells biplaça, es podia donar el cas que els observadors fossin asos mentre que els pilots no.

## Llegenda

### Condecoracions
Condecoració* indica que una Barra s'ha afegit a la cinta de la condecoració en qüestió, resultat de l'obtenció de la medalla per segon cop.

Condecoració** i Condecoració*** similarment a l'anterior per al tercer i quart cop respectivament, de l'obtenció de la condecoració.

#### Aliats
| Condecoració | País         | Galó                                     | Títol                             | Anotacions |
| ------------ | ------------ | ---------------------------------------- | --------------------------------- | --- |
| AFC          | Regne Unit   | Creu de la Força Aèria                   | Creu de la Força Aèria            | Expedida per actes de galanteria en vol durant operacions no actives per premiar oficials inclosos els de la Royal Air Force                                                |
| CBE          | Regne Unit   | Orde de l'Imperi Britànic                | Orde de l'Imperi Britànic         | Orde de cavalleria creat per Jordi V del Regne Unit |
| CdeG         | França       | Creu de Guerra francesa                  | Creu de Guerra                    | Condecoració militar francesa, coneguda per ésser atorgada normalment a forces aliades a França                                                                             |
| BCdeG        | Bèlgica      | Creu de Guerra belga                     | Creu de Guerra                    | Condecoració militar belga, coneguda per ésser atorgada normalment a forces aliades a Bèlgica                                                                               |
| CdeLd'H      | França       | Legió d'Honor                            | Legió d'Honor                     | Condecoració militar francesa atorgada per conducta militar/civil excel·lent, sota investigació oficial                                                                     |
| CG           | Itàlia       | Creu de Guerra al Valor Militar italiana | Creu de Guerra al Valor Militar   | Condecoració militar italiana |
| DCM          | Regne Unit   | Medalla de la Conducta Distingida        | Medalla de la Conducta Distingida | Condecoració militar britànica |
| DFC          | Regne Unit   | Creu dels Vols Distingits (Regne Unit)   | Creu dels Vols Distingits         | Atorgada a oficials de la Royal Air Force al valor i galanteria durant operacions actives contra l'enemic a l'aire                                                          |
| DFC(US)      | Estats Units | Creu dels Vols Distingits (Estats Units) | Creu dels Vols Distingits         | Atorgada a oficials o qualsevol altre militar allistat amb les forces armades estatunidenques que es distingeix per l'heroisme o la consecució d'algun acte heroic a l'aire |
| DFM          | Regne Unit   | Medalla dels Vols Distingits             | Medalla dels Vols Distingits      | Condecoració per a militars de menys rang al reconeixement d'algun acte heroic                                                                                              |
| DSC          | Regne Unit   | Creu del servei distingit                | Creu del Servei Distingit         | |
| DSC(US)      | Estats Units | Creu del Servei Distingit                | Creu del Servei Distingit         | |
| DSO          | Regne Unit   | Orde del Servei Distingit                | Orde del Servei Distingit         | Atorgada per la consecució d'algun acte meritòri en temps de guerra, normalment en situacions de combat                                                                     |
| DSM          | Regne Unit   | Medalla del Servei Distingit             | Medalla del Servei Distingit      | Equivalent a la Creu del Servei Distingit |
| MC           | Regne Unit   | Creu militar                             | Creu Militar                      | |
| MOH          | Estats Units | Medalla d'Honor                          | Medalla d'Honor                   | La condecoració de més nivell atorgada pel govern dels Estats Units |
| MiD          |              |                                          | Menció als Despatxos              | |
| MM           | Regne Unit   | Medalla militar                          | Medalla Militar                   | Equivalent a la Creu Militar |
| MM(fr)       | França       | Medalla militar                          | Medalla Militar                   | Condecoració de la República Francesa |
| MMV          | Itàlia       | Creu de Guerra al Valor Militar italiana | Medalla al Valor Militar          | Condecoració italiana |
| OB           | Regne Unit   | Orde del Bany                            | Orde del Bany                     | La quarta orde més antiga de la cavalleria britànica |
| OC           | Bèlgica      | Orde de la Corona                        | Orde de la Corona                 | Condecoració belga |
| OLII         | Bèlgica      | Orde de Leopold II                       | Orde de Leopold II                | Condecoració atorgada per mèrits a Bèlgica |
| OR           | Grècia       | Orde del Redemptor                       | Orde del Redemptor                | Atorgada a tots aquells que han defensats els interessos de Grècia en temps de guerra                                                                                       |
| OSA          | Rússia       | Orde de Santa Anna                       | Orde de Santa Anna                | Condecoració de cavalleria primer de Holstein i més tard de Rússia |
| OSG          | Rússia       | Orde de Sant Jordi                       | Orde de Sant Jordi                | Atorgada a oficials militars i generals únicament per la demostració de valor i habilitat front l'enemic                                                                    |
| OSR          | Romania      | Orde de l'Estrella de Romania            | Orde de l'Estrella de Romania     | Condecoració de més nivell romanesa |
| OSS          | Rússia       | Orde de Sant Estanislau                  | Orde de Sant Estanislau           | Condecoració russa a una carrera civil o servei militar distingits |
| OSV          | Rússia       | Orde de Sant Vladimir                    | Orde de Sant Vladimir             | Orde imperial russa |
| OWE          | Polònia      | Orde de l'Àliga Blanca                   | Orde de l'Àliga Blanca            | Atorgada en reconeixement del servei, tant civil com militar, a favor dels interessos de Polònia                                                                            |
| Cr St Geo    | Rússia       | Orde de Sant Jordi                       | Creu de Sant Jordi                | Condecoració a oficial de poc rang, soldats o mariners en reconeixement del valor mostrat davant l'enemic                                                                   |
| VC           | Regne Unit   | Creu Victòria                            | Creu Victòria                     | Condecoració britànica més important, atorgada al valor en front l'enemic                                                                                                   |

#### Forces Centrals
| Condecoració | País                  | Galó                            | Títol                           | Anotacions                                                                              |
| ------------ | --------------------- | ------------------------------- | ------------------------------- | --------------------------------------------------------------------------------------- |
| HOH          | Alemanya Imperial     | Orde de la Casa de Hohenzollern | Orde de la Casa de Hohenzollern | Orde de cavalleria de la Dinastia dels Hohenzollern                                     |
| IC           | Alemanya Imperial     | Creu de Ferro                   | Creu de Ferro                   | Condecoració de Prússia, més tard d'Alemanya                                            |
| MMC(AH)      | Imperi austrohongarès | Creu del Mèrit Militar          | Creu del Mèrit Militar          | Condecoració militar de l'Imperi Austrohongarès                                         |
| MMC(P)       | Regne de Prússia      | Creu de Ferro                   | Creu al Mèrit Militar           | Condecoració més important al valor de Prússia per a oficials de poc rang i soldats     |
| MMM          | Imperi austrohongarès | Creu del Mèrit Militar          | Medalla al Mèrit Militar        | Condecoració militar de l'Imperi Austrohongarès                                         |
| MFB          | Imperi austrohongarès | Creu del Mèrit Militar          | Medalla per Valentia            | Condecoració militar de l'Imperi Austrohongarès                                         |
| MOMJ         | Baviera               | Orde Militar de Max Joseph      | Orde Militar de Max Joseph      | Condecoració militar més important de l'Imperi de Baviera                               |
| MOSH         | Regne de Saxònia      | Orde Militar de Sant Enric      | Orde Militar de Sant Enric      | Condecoració militar més important de l'Imperi de Saxònia                               |
| OIC          | Imperi austrohongarès | Orde de la Corona de Ferro      | Orde de la Corona de Ferro      | Orde austríaca imperial                                                                 |
| OL           | Imperi austrohongarès | Orde de Leopold                 | Orde de Leopold                 | Condecoració austríaca com a reconeixement al valor mostrat davant l'enemic             |
| PLM          | Regne de Prússia      | Pour le Mérite                  | Pour le Mérite                  | Condecoració militar més important de Prússia fins a la fi de la Primera Guerra Mundial |
| WB           | Alemanya Imperial     |                                 | Insígnia de Ferit               | Atorgada als soldats ferits/amb congelacions de l'exèrcit imperial alemany              |

## Asos
| As                                           | País          | Servei Militar                                               | Victòries | Anotacions |
| -------------------------------------------- | ------------- | ------------------------------------------------------------ | --------- | --- |
| Manfred von Richthofen†                      | Alemanya      | Luftstreitkräfte                                             | 80        | As amb més victòries de la Primera Guerra Mundial Pour le Mérite i altres 22 condecoracions |
| René Fonck                                   | França        | Aéronautique Militaire                                       | 75        | As amb més victòries aliades i franceses Legió d'Honor, Medalla Militar, Creu de Guerra, Creu de Guerra (Bèlgica), Creu Militar, Medalla Militar                                                                                      |
| Edward Mannock†                              | Regne Unit    | Royal Flying Corps, Royal Air Force                          | 73        | As amb més victòries britàniques Creu Victòria, Orde del Servei Distingit**, Creu Militar* |
| Billy Bishop                                 | Canadà        | Royal Flying Corps, Royal Air Force                          | 72        | As amb més victòries canadenques Creu Victòria, Orde del Servei Distingit, Creu Militar, Creu dels Vols Distingits Legió d'Honor, Creu de Guerra                                                                                      |
| Ernst Udet                                   | Alemanya      | Luftstreitkräfte                                             | 62        | Pour le Mérite, Orde de Hohenzollern, Creu de Ferro |
| Raymond Collishaw                            | Canadà        | Royal Naval Air Service, Royal Air Force                     | 60        | As amb més victòries del Royal Naval Air Service Orde del Servei Distingit*, Creu del Servei Distingit, Creu dels Vols Distingits, Orde de Santa Anna, Creu de Guerra                                                                 |
| James McCudden†                              | Regne Unit    | Royal Flying Corps, Royal Air Force                          | 57        | Creu Victòria, Orde del Servei Distingit*, Creu Militar*, Medalla Militar, Creu de Guerra |
| Andrew Beauchamp-Proctor                     | Sud-àfrica    | Royal Flying Corps, Royal Air Force                          | 54        | As amb més victòries sud-africanes Creu Victòria, Orde del Servei Distingit, Creu Militar*, Creu dels Vols Distingits |
| Erich Löwenhardt†                            | Alemanya      | Luftstreitkräfte                                             | 54        | Pour le Mérite, Creu de Ferro |
| Donald MacLaren                              | Canadà        | Royal Flying Corps, Royal Air Force                          | 54        | Orde del Servei Distingit, Creu Militar*, Legió d'Honor, Creu de Guerra |
| Georges Guynemer†                            | França        | Aéronautique Militaire                                       | 53        | Legió d'Honor, Medalla Militar, Creu de Guerra, Orde del Servei Distingit, Orde de Leopold II |
| William George Barker                        | Canadà        | Royal Flying Corps, Royal Air Force                          | 50        | Creu Victòria, Orde del Servei Distingit*, Creu Militar**, Medalla al Valor Militar (Itàlia)*(Plata), Creu de Guerra |
| Josef Jacobs                                 | Alemanya      | Luftstreitkräfte                                             | 48        | Pour le Mérite, Creu de Ferro |
| Werner Voss†                                 | Alemanya      | Luftstreitkräfte                                             | 48        | Pour le Mérite, Orde de Hohenzollern, Creu de Ferro |
| Robert A. Little†                            | Austràlia     | Royal Naval Air Service, Royal Air Force                     | 47        | As amb més victòries australianes Orde del Servei Distingit*, Creu del Servei Distingit*, Creu de Guerra |
| George McElroy†                              | Regne Unit    | Royal Flying Corps, Royal Air Force                          | 47        | Creu Militar**, Creu dels Vols Distingits * |
| Fritz Rumey†                                 | Alemanya      | Luftstreitkräfte                                             | 45        | Pour le Mérite, Creu de Ferro |
| Albert Ball†                                 | Regne Unit    | Royal Flying Corps                                           | 44        | Creu Victòria, Orde del Servei Distingit**, Creu Militar, Orde de Sant Jordi |
| Rudolph Berthold                             | Alemanya      | Luftstreitkräfte                                             | 44        | Pour le Mérite, Orde de Sant Enric, Creu de Ferro |
| Bruno Loerzer                                | Alemanya      | Luftstreitkräfte                                             | 44        | Pour le Mérite, Orde de Hohenzollern, Creu de Ferro |
| Paul Bäumer                                  | Alemanya      | Luftstreitkräfte                                             | 43        | Pour le Mérite, Creu del Mèrit Militar (Prússia), Creu de Ferro, Insígnia de Ferit (Alemanya) |
| Tom F. Hazell                                | Regne Unit    | Royal Flying Corps, Royal Air Force                          | 43        | Orde del Servei Distingit, Creu Militar, Creu dels Vols Distingits * |
| Charles Nungesser                            | França        | Aéronautique Militaire                                       | 43        | Legió d'Honor, Medalla Militar, Creu de Guerra, Creu del Servei Distingit, Creu Militar, Creu de Guerra (Bèlgica) |
| Georges Madon                                | França        | Aéronautique Militaire                                       | 41        | Legió d'Honor, Medalla Militar, Creu de Guerra |
| Oswald Boelcke†                              | Alemanya      | Luftstreitkräfte                                             | 40        | Pour le Mérite, Creu de Ferro |
| Franz Büchner                                | Alemanya      | Luftstreitkräfte                                             | 40        | Pour le Mérite, Orde de Sant Enric, Orde de Hohenzollern, Creu de Ferro |
| Philip F. Fullard                            | Regne Unit    | Royal Flying Corps, Royal Air Force                          | 40        | Orde del Servei Distingit, Creu Militar*, Creu de la Força Aèria |
| Lothar von Richthofen                        | Alemanya      | Luftstreitkräfte                                             | 40        | Pour le Mérite, Orde de Hohenzollern, Creu de Ferro |
| Roderic Dallas†                              | Austràlia     | Royal Naval Air Service, Royal Air Force                     | 39        | Orde del Servei Distingit, Creu del Servei Distingit* |
| Charles George Gass                          | Regne Unit    | Royal Flying Corps, Royal Air Force                          | 39        | As observador amb més victòries Creu Militar |
| John Inglis Gilmour                          | Regne Unit    | Royal Flying Corps, Royal Air Force                          | 39        | Orde del Servei Distingit, Creu Militar |
| Heinrich Gontermann†                         | Alemanya      | Luftstreitkräfte                                             | 39        | Pour le Mérite, Orde de Hohenzollern, Orde Militar de Max Joseph, Creu de Ferro |
| William Lancelot Jordan                      | Sud-àfrica    | Royal Naval Air Service, Royal Air Force                     | 39        | Creu del Servei Distingit*, Creu dels Vols Distingits |
| Karl Menckhoff                               | Alemanya      | Luftstreitkräfte                                             | 39        | Pour le Mérite, Orde de Hohenzollern, Creu de Ferro |
| Alfred Atkey                                 | Canadà        | Royal Flying Corps, Royal Air Force                          | 38        | As amb més victòries en un aparell biplaça Creu Militar* |
| William Gordon Claxton                       | Canadà        | Royal Flying Corps, Royal Air Force                          | 37        | Orde del Servei Distingit, Creu dels Vols Distingits * |
| Willy Coppens                                | Bèlgica       | Belgian Military Aviation                                    | 37        | As amb més victòries belgues i màxim destructor de globus aerostàtics Orde de Leopold II, Orde de l'Àliga Blanca, Orde de la Corona, Creu de Guerra, Creu de Guerra (Bèlgica), Legió d'Honor, Orde del Servei Distingit, Creu Militar |
| James Ira Thomas Jones                       | Regne Unit    | Royal Flying Corps, Royal Air Force                          | 37        | Orde del Servei Distingit*, Creu Militar, Creu dels Vols Distingits * |
| Karl Bolle                                   | Alemanya      | Luftstreitkräfte                                             | 36        | Pour le Mérite, Orde de Hohenzollern, Creu de Ferro |
| Julius Buckler                               | Alemanya      | Luftstreitkräfte                                             | 36        | Pour le Mérite, Creu del Mèrit Militar (Prússia), Creu de Ferro, Insígnia de Ferit (Alemanya) d'Or |
| Joseph Stewart Temple Fall                   | Canadà        | Royal Naval Air Service, Royal Air Force                     | 36        | Creu dels Vols Distingits **, Creu de la Força Aèria |
| Max Ritter von Müller†                       | Alemanya      | Luftstreitkräfte                                             | 36        | Pour le Mérite, Orde Militar de Max Joseph, Creu de Ferro |
| Maurice Boyau†                               | França        | Aéronautique Militaire                                       | 35        | Legió d'Honor, Medalla Militar, Creu de Guerra |
| Godwin Brumowski                             | Austrohongria | Luftfahrtruppen                                              | 35        | As amb més victòries austrohungares Orde de la Corona de Ferro, Orde de Leopold, Medalla per Valentia, Medalla al Mèrit Militar, Creu de Ferro                                                                                        |
| Gustav Dörr                                  | Alemanya      | Luftstreitkräfte                                             | 35        | Creu del Mèrit Militar (Prússia), Creu de Ferro |
| Otto Könnecke                                | Alemanya      | Luftstreitkräfte                                             | 35        | Pour le Mérite, Creu del Mèrit Militar (Prússia), Orde de Hohenzollern, Creu de Ferro |
| Frederick McCall                             | Canadà        | Royal Flying Corps, Royal Air Force                          | 35        | Orde del Servei Distingit, Creu Militar*, Creu dels Vols Distingits |
| Eduard Ritter von Schleich                   | Alemanya      | Luftstreitkräfte                                             | 35        | Pour le Mérite, Creu de Ferro, Orde Militar de Max Joseph |
| Emil Thuy                                    | Alemanya      | Luftstreitkräfte                                             | 35        | Pour le Mérite, Orde de Hohenzollern, Creu de Ferro |
| Josef Veltjens                               | Alemanya      | Luftstreitkräfte                                             | 35        | Pour le Mérite, Orde de Hohenzollern, Creu de Ferro |
| Henry Winslow Woollett                       | Regne Unit    | Royal Flying Corps, Royal Air Force                          | 35        | Orde del Servei Distingit, Creu Militar*, Legió d'Honor |
| Francesco Baracca†                           | Itàlia        | Corpo Aeronautico Militare                                   | 34        | As amb més victòries italianes Medalla al Valor Militar d'Or, Medalla al Valor Militar de Plata**, Creu Militar, Creu de Guerra, Orde de la Corona                                                                                    |
| Michel Coiffard†                             | França        | Aéronautique Militaire                                       | 34        | Legió d'Honor, Medalla Militar, Creu Militar |
| Heinrich Bongartz                            | Alemanya      | Luftstreitkräfte                                             | 33        | Pour le Mérite, Orde de Hohenzollern, Creu de Ferro |
| Heinrich Kroll                               | Alemanya      | Luftstreitkräfte                                             | 33        | Pour le Mérite, Orde de Hohenzollern, Creu de Ferro |
| Frank Granger Quigley†                       | Canadà        | Royal Flying Corps, Royal Air Force                          | 33        | Orde del Servei Distingit, Creu Militar* |
| Kurt Wolff†                                  | Alemanya      | Luftstreitkräfte                                             | 33        | Pour le Mérite, Orde de Hohenzollern, Creu de Ferro |
| Julius Arigi                                 | Austrohongria | Luftfahrtruppen                                              | 32        | Medalla per Valentia (1 d'or i 4 de plata) |
| Geoffrey Hilton Bowman                       | Regne Unit    | Royal Flying Corps, Royal Air Force                          | 32        | Orde del Servei Distingit, Creu Militar*, Creu dels Vols Distingits |
| Hermann Frommherz                            | Alemanya      | Luftstreitkräfte                                             | 32        | Orde de Sant Enric, Creu de Ferro |
| Samuel Kinkead                               | Sud-àfrica    | Royal Naval Air Service, Royal Air Force                     | 32        | Orde del Servei Distingit, Creu del Servei Distingit*, Creu dels Vols Distingits * |
| Theodor Osterkamp                            | Alemanya      | Marinefliegerkorps                                           | 32        | També as de la Segona Guerra Mundial Pour le Mérite, Creu de Ferro |
| Paul Billik                                  | Alemanya      | Luftstreitkräfte                                             | 31        | Creu de Ferro |
| Andrew Edward McKeever                       | Canadà        | Royal Flying Corps, Royal Air Force, Canadian Air Force      | 31        | As amb més victòries britàniques en un aparell biplaça Orde del Servei Distingit, Creu Militar*, Creu dels Vols Distingits |
| Gotthard Sachsenberg                         | Alemanya      | Marinefliegerkorps                                           | 31        | Pour le Mérite, Orde de Hohenzollern, Creu de Ferro |
| Karl Allmenröder†                            | Alemanya      | Luftstreitkräfte                                             | 30        | Pour le Mérite, Orde de Hohenzollern, Creu de Ferro |
| Harald Auffarth                              | Alemanya      | Luftstreitkräfte                                             | 30        | Orde de Hohenzollern, Creu de Ferro, Insígnia de Ferit (Alemanya) |
| Carl Degelow                                 | Alemanya      | Luftstreitkräfte                                             | 30        | Pour le Mérite, Orde de Hohenzollern, Creu de Ferro |
| Josef Mai                                    | Alemanya      | Luftstreitkräfte                                             | 30        | Creu de Ferro |
| Ulrich Neckel                                | Alemanya      | Luftstreitkräfte                                             | 30        | Pour le Mérite, Creu de Ferro |
| Karl Emil Schäfer†                           | Alemanya      | Luftstreitkräfte                                             | 30        | Pour le Mérite, Orde de Hohenzollern, Creu de Ferro |
| Samuel Frederick Henry Thompson†             | Regne Unit    | Royal Flying Corps, Royal Air Force                          | 30        | Creu Militar, Creu dels Vols Distingits |
| Charles Dawson Booker†                       | Regne Unit    | Royal Naval Air Service, Royal Air Force                     | 29        | Creu del Servei Distingit, Creu de Guerra |
| Percy Jack Clayson                           | Regne Unit    | Royal Flying Corps, Royal Air Force                          | 29        | Creu Militar, Creu dels Vols Distingits |
| Arthur Henry Cobby                           | Austràlia     | Australian Flying Corps                                      | 29        | Orde del Servei Distingit, Creu dels Vols Distingits ** |
| Leonard Henry Rochford                       | Regne Unit    | Royal Naval Air Service, Royal Air Force                     | 29        | Creu del Servei Distingit*, Creu dels Vols Distingits * |
| Walter Blume                                 | Alemanya      | Luftstreitkräfte                                             | 28        | Pour le Mérite, Creu de Ferro |
| Léon Bourjade                                | França        | Aéronautique Militaire                                       | 28        | Legió d'Honor, Creu de Guerra |
| Walter von Bülow-Bothkamp†                   | Alemanya      | Luftstreitkräfte                                             | 28        | Pour le Mérite, Orde de Sant Enric, Creu de Ferro |
| Albert Desbrisay Carter†                     | Canadà        | Royal Flying Corps, Royal Air Force                          | 28        | Orde del Servei Distingit*, Creu de Guerra |
| Benno Fiala Ritter von Fernbrugg             | Austrohongria | Luftfahrtruppen                                              | 28        | Orde de la Corona de Ferro, Orde de Leopold, Creu al Mèrit Militar, Medalla al Mèrit Militar, Medalla per Valentia, Creu de Ferro |
| Robert Ritter von Greim                      | Alemanya      | Luftstreitkräfte                                             | 28        | Pour le Mérite, Creu de Ferro, Orde Militar de Max Joseph |
| John Everard Gurdon                          | Regne Unit    | Royal Flying Corps, Royal Air Force                          | 28        | Creu dels Vols Distingits |
| Reginald Hoidge                              | Canadà        | Royal Flying Corps, Royal Air Force                          | 28        | Creu Militar* |
| Dennis Latimer                               | Regne Unit    | Royal Flying Corps, Royal Air Force                          | 28        | Creu Militar, Creu dels Vols Distingits |
| Arthur Laumann                               | Alemanya      | Luftstreitkräfte                                             | 28        | Pour le Mérite, Orde de Hohenzollern, Creu de Ferro |
| Friedrich Ritter von Röth                    | Alemanya      | Luftstreitkräfte                                             | 28        | Pour le Mérite, Orde de Hohenzollern, Creu de Ferro, Orde Militar de Max Joseph |
| Fritz Otto Bernert                           | Alemanya      | Luftstreitkräfte                                             | 27        | Pour le Mérite, Creu de Ferro |
| Otto Fruhner                                 | Alemanya      | Luftstreitkräfte                                             | 27        | Creu del Mèrit Militar, Creu de Ferro |
| Hans Kirschstein†                            | Alemanya      | Luftstreitkräfte                                             | 27        | Pour le Mérite, Orde de Hohenzollern, Creu de Ferro |
| Frank Linke-Crawford†                        | Austrohongria | Luftfahrtruppen                                              | 27        | Orde de la Corona de Ferro (Austrohongria) |
| Clifford McEwen                              | Canadà        | Royal Flying Corps, Royal Air Force                          | 27        | Creu Militar, Creu dels Vols Distingits *, Medalla al Valor Militar (Itàlia) |
| Thomas Percy Middleton                       | Regne Unit    | Royal Flying Corps                                           | 27        | Creu dels Vols Distingits |
| Armand Pinsard                               | França        | Aéronautique Militaire                                       | 27        | Legió d'Honor, Medalla Militar, Creu de Guerra, Creu Militar |
| Frank Ormond Soden                           | Canadà        | Royal Flying Corps, Royal Air Force                          | 27        | Creu dels Vols Distingits * |
| Karl Thom                                    | Alemanya      | Luftstreitkräfte                                             | 27        | Pour le Mérite, Creu del Mèrit Militar (Prússia), Orde de Hohenzollern, Creu de Ferro |
| Adolf Ritter von Tutschek†                   | Alemanya      | Luftstreitkräfte                                             | 27        | Pour le Mérite, Orde de Hohenzollern, Creu de Ferro, Orde Militar de Max Joseph |
| Arthur Whealy                                | Canadà        | Royal Naval Air Service, Royal Air Force                     | 27        | Creu del Servei Distingit*, Creu dels Vols Distingits |
| Kurt Wüsthoff                                | Alemanya      | Luftstreitkräfte                                             | 27        | Pour le Mérite, Orde de Hohenzollern, Creu de Ferro |
| Oskar Freiherr von Boenigk                   | Alemanya      | Luftstreitkräfte                                             | 26        | Pour le Mérite, Creu de Ferro |
| Eduard Ritter von Dostler†                   | Alemanya      | Luftstreitkräfte                                             | 26        | Pour le Mérite, Orde de Hohenzollern, Creu de Ferro, Orde Militar de Max Joseph |
| Ronald Malcolm Fletcher                      | Regne Unit    | Royal Flying Corps                                           | 26        | As observador Medalla dels Vols Distingits |
| William Frederick James Harvey               | Regne Unit    | Royal Flying Corps                                           | 26        | Creu Militar, Creu dels Vols Distingits * |
| Elwyn King                                   | Austràlia     | Australian Flying Corps                                      | 26        | Orde del Servei Distingit, Creu dels Vols Distingits |
| Gerald J. C. Maxwell                         | Regne Unit    | Royal Flying Corps                                           | 26        | Creu dels Vols Distingits Creu Militar, Creu de la Força Aèria |
| Max Näther†                                  | Alemanya      | Luftstreitkräfte                                             | 26        | Orde de Hohenzollern, Creu de Ferro |
| Eddie Rickenbacker                           | Estats Units  | US Army Air Service                                          | 26        | As amb més victòries estatunidenques Medalla d'Honor, Creu del Servei Distingit, Legió d'Honor, Creu de Guerra |
| Silvio Scaroni                               | Itàlia        | Corpo Aeronautico Militare                                   | 26        | Medalla al Valor Militar d'Or, Medalla al Valor Militar (Itàlia) Medalla al Valor Militar de Plata* |
| William Ernest Staton                        | Regne Unit    | Royal Flying Corps                                           | 26        | Orde del Servei Distingit*, Creu Militar, Creu dels Vols Distingits * |
| William McKenzie Thomson                     | Canadà        | Royal Flying Corps, Royal Air Force                          | 26        | Creu Militar, Creu dels Vols Distingits |
| Olivier Freiherr von Beaulieu-Marconnay†     | Alemanya      | Luftstreitkräfte                                             | 25        | Pour le Mérite, Creu de Ferro |
| Keith Caldwell                               | N.Zelanda     | Royal Flying Corps                                           | 25        | As amb més victòries neozelandeses Creu Militar, Creu dels Vols Distingits * |
| Robert J. O. Compston                        | Regne Unit    | Royal Flying Corps                                           | 25        | Creu del Servei Distingit**, Creu dels Vols Distingits |
| Georg von Hantelmann                         | Alemanya      | Luftstreitkräfte                                             | 25        | Orde de Hohenzollern, Creu de Ferro |
| Fritz Pütter†                                | Alemanya      | Luftstreitkräfte                                             | 25        | Pour le Mérite, Creu de Ferro |
| Arthur Rhys Davids†                          | Regne Unit    | Royal Flying Corps                                           | 25        | Orde del Servei Distingit, Creu Militar* |
| Stanley Wallace Rosevear†                    | Canadà        | Royal Naval Air Service, Royal Air Force                     | 25        | Creu del Servei Distingit* |
| Erwin Böhme†                                 | Alemanya      | Luftstreitkräfte                                             | 24        | Pour le Mérite, Orde de Hohenzollern, Creu de Ferro |
| Peter Carpenter                              | Regne Unit    | Royal Flying Corps, Royal Air Force                          | 24        | Orde del Servei Distingit, Creu Militar*, Medalla al Valor Militar (Itàlia) |
| George S. L. Hayward                         | Regne Unit    | Royal Flying Corps                                           | 24        | As observador Creu Militar |
| Harry G. E. Luchford†                        | Regne Unit    | Royal Flying Corps                                           | 24        | Creu Militar |
| Georg Meyer                                  | Alemanya      | Luftstreitkräfte                                             | 24        | Creu de Ferro |
| Tom Cecil Noel†                              | Regne Unit    | Royal Flying Corps, Royal Air Force                          | 24        | As observador Creu Militar* |
| Pier Ruggero Piccio                          | Itàlia        | Corpo Aeronautico Militare                                   | 24        | Medalla al Valor Militar (Itàlia)**(Plata) |
| William Ernest Shields                       | Canadà        | Royal Flying Corps, Royal Air Force                          | 24        | Creu dels Vols Distingits * |
| James Anderson Slater                        | Regne Unit    | Royal Flying Corps                                           | 24        | Creu Militar*, Creu dels Vols Distingits |
| William Melville Alexander                   | Canadà        | Royal Naval Air Service, Royal Air Force                     | 23        | Creu del Servei Distingit |
| Hermann Becker                               | Alemanya      | Luftstreitkräfte                                             | 23        | Orde de Hohenzollern, Creu de Ferro |
| William Charles Campbell                     | Regne Unit    | Royal Flying Corps                                           | 23        | Orde del Servei Distingit, Creu Militar* |
| René Dorme†                                  | França        | Aéronautique Militaire                                       | 23        | Legió d'Honor, Medalla Militar, Creu de Guerra |
| Matthew Brown Frew                           | Regne Unit    | Royal Flying Corps, Royal Air Force                          | 23        | Orde del Servei Distingit, Creu Militar*, Creu de la Força Aèria, Medalla al Valor Militar (Itàlia) |
| Gabriel Guerin†                              | França        | Aéronautique Militaire                                       | 23        | Legió d'Honor, Medalla Militar, Creu de Guerra |
| Howard Percy Lale                            | Regne Unit    | Royal Flying Corps                                           | 23        | Orde del Servei Distingit, Creu dels Vols Distingits * |
| Alexander Pentland                           | Austràlia     | Royal Flying Corps, Royal Air Force                          | 23        | Creu Militar, Creu dels Vols Distingits |
| Harold Whistler                              | Regne Unit    | Royal Flying Corps                                           | 23        | Orde del Servei Distingit, Creu dels Vols Distingits * |
| Hermann Göring                               | Alemanya      | Luftstreitkräfte                                             | 22        | Pour le Mérite, Orde de Hohenzollern, Creu de Ferro |
| Thomas Sinclair Harrison                     | Sud-àfrica    | Royal Flying Corps                                           | 22        | Creu dels Vols Distingits *, Creu de Guerra (Bèlgica) |
| Marcel Haegelen                              | França        | Aéronautique Militaire                                       | 22        | Legió d'Honor, Medalla Militar, Creu de Guerra |
| Louis Fleeming Jenkin†                       | Regne Unit    | Royal Flying Corps                                           | 22        | Creu Militar* |
| Cecil Frederick King†                        | Regne Unit    | Royal Flying Corps                                           | 22        | Creu Militar, Creu dels Vols Distingits Creu de Guerra |
| Hans Klein                                   | Alemanya      | Luftstreitkräfte                                             | 22        | Pour le Mérite, Orde de Hohenzollern, Creu de Ferro |
| John Leacroft                                | Regne Unit    | Royal Flying Corps                                           | 22        | Creu Militar* |
| Arthur Ernest Newland                        | Regne Unit    | Royal Air Force                                              | 22        | As observador Medalla dels Vols Distingits * |
| Hans Martin Pippart†                         | Alemanya      | Luftstreitkräfte                                             | 22        | Creu de Ferro |
| Werner Preuss                                | Alemanya      | Luftstreitkräfte                                             | 22        | Orde de Hohenzollern, Creu de Ferro |
| Benjamin Roxburgh-Smith                      | Regne Unit    | Royal Flying Corps                                           | 22        | Creu dels Vols Distingits *, Creu de Guerra (Bèlgica) |
| Karl Schlegel†                               | Alemanya      | Luftstreitkräfte                                             | 22        | Creu de Ferro |
| Joseph Leonard Maries White                  | Canadà        | Royal Flying Corps, Royal Air Force                          | 22        | Creu dels Vols Distingits *, Creu de Guerra (Bèlgica) |
| Rudolf Windisch†                             | Alemanya      | Luftstreitkräfte                                             | 22        | Pour le Mérite, Orde de Hohenzollern, Creu de Ferro |
| Hans von Adam†                               | Alemanya      | Luftstreitkräfte                                             | 21        | Orde de Hohenzollern |
| Friedrich Altemeier                          | Alemanya      | Luftstreitkräfte                                             | 21        | Creu del Mèrit Militar (Prússia), Creu de Ferro, Insígnia de Ferit (Alemanya) |
| Flavio Baracchini                            | Itàlia        | Corpo Aeronautico Militare                                   | 21        | Medalla al Valor Militar d'Or |
| Francis Cubbon†                              | Regne Unit    | Royal Flying Corps                                           | 21        | As observador Creu Militar* |
| Harold Leslie Edwards                        | Canadà        | Royal Air Force                                              | 21        | Creu dels Vols Distingits Medalla Militar |
| Friedrich Friedrichs†                        | Alemanya      | Luftstreitkräfte                                             | 21        | Pour le Mérite, Orde de Hohenzollern, Creu de Ferro |
| Alfred Heurtaux                              | França        | Aéronautique Militaire                                       | 21        | Legió d'Honor, Creu de Guerra |
| Charles Hickey†                              | Canadà        | Royal Naval Air Service, Royal Air Force                     | 21        | Creu dels Vols Distingits * |
| Fritz Höhn†                                  | Alemanya      | Luftstreitkräfte                                             | 21        | Orde de Hohenzollern, Creu de Ferro |
| William John Charles Kennedy-Cochran-Patrick | Regne Unit    | Royal Flying Corps                                           | 21        | Orde del Servei Distingit, Creu Militar* |
| Petar Marinovich                             | França        | Aéronautique Militaire                                       | 21        | Legió d'Honor, Medalla Militar, Creu de Guerra |
| Richard Maybery†                             | Regne Unit    | Royal Flying Corps                                           | 21        | Creu Militar |
| Edgar McCloughry                             | Austràlia     | Australian Flying Corps                                      | 21        | Orde del Servei Distingit, Creu dels Vols Distingits * |
| Richard Minifie                              | Austràlia     | Royal Naval Air Service                                      | 21        | Creu del Servei Distingit** |
| Friedrich T. Noltenius                       | Alemanya      | Luftstreitkräfte                                             | 21        | Orde de Hohenzollern, Creu de Ferro |
| George Edwin Thomson†                        | Regne Unit    | Royal Flying Corps                                           | 21        | Orde del Servei Distingit, Creu Militar, Creu dels Vols Distingits |
| Leonard Monteagle Barlow†                    | Regne Unit    | Royal Flying Corps                                           | 20        | Creu Militar |
| Douglas John Bell†                           | Sud-àfrica    | Royal Flying Corps                                           | 20        | Creu Militar* |
| Hans Bethge                                  | Alemanya      | Luftstreitkräfte                                             | 20        | Orde de Hohenzollern, Creu de Ferro |
| Kenneth Burns Conn                           | Canadà        | Royal Flying Corps, Royal Air Force                          | 20        | Creu dels Vols Distingits |
| Albert Deullin                               | França        | Aéronautique Militaire                                       | 20        | Legió d'Honor, Creu de Guerra |
| Rudolph von Eschwege†                        | Alemanya      | Luftstreitkräfte                                             | 20        | Orde de Hohenzollern, Creu de Ferro, Orde per Valentia en Guerra (Bulgària) |
| Wilhelm Frankl†                              | Alemanya      | Luftstreitkräfte                                             | 20        | Pour le Mérite, Orde de Hohenzollern, Creu de Ferro |
| Hans von Freden                              | Alemanya      | Luftstreitkräfte                                             | 20        | Creu de Ferro |
| Francis W. Gillet                            | Estats Units  | Royal Flying Corps, Royal Air Force                          | 20        | Creu dels Vols Distingits*, Creu de Guerra (Bèlgica) |
| Walter Göttsch†                              | Alemanya      | Luftstreitkräfte                                             | 20        | Orde de Hohenzollern, Creu de Ferro |
| Oskar Hennrich                               | Alemanya      | Luftstreitkräfte                                             | 20        | MCreu Militar, Creu de Ferro |
| Edgar Johnston                               | Austràlia     | Australian Flying Corps                                      | 20        | Creu dels Vols Distingits |
| Aleksandr Kazakov                            | Rússia        | Imperial Army Air Service                                    | 20        | As amb més victòries russes Orde de Sant Jordi, Orde de Sant Vladimir, Orde de Sant Estanislau, Orde de Santa Anna, Orde del Servei Distingit, Creu Militar, Creu dels Vols Distingits Legió d'Honor, Creu de Guerra                  |
| Otto Kissenberth                             | Alemanya      | Luftstreitkräfte                                             | 20        | Pour le Mérite, Orde de Hohenzollern, Creu de Ferro |
| Camille Lagesse                              | Canadà        | Royal Flying Corps, Royal Air Force                          | 20        | Creu dels Vols Distingits * |
| Ian Donald Roy McDonald                      | Regne Unit    | Royal Flying Corps                                           | 20        | Creu Militar, Creu dels Vols Distingits |
| Keith Park                                   | N.Zelanda     | Royal Flying Corps                                           | 20        | Creu Militar*, Creu dels Vols Distingits Creu de Guerra |
| Wilhelm Reinhard†                            | Alemanya      | Luftstreitkräfte                                             | 20        | Orde de Hohenzollern, Creu de Ferro |
| Charles G. Ross                              | Sud-àfrica    | Royal Flying Corps, Royal Air Force, South African Air Force | 20        | Comandant de l'Imperi Britànic, Creu dels Vols Distingits*, Creu de Guerra (Bèlgica) |
| Fulco Ruffo di Calabria                      | Itàlia        | Corpo Aeronautico Militare                                   | 20        | Medalla al Valor Militar d'Or, Medalla al Valor Militar de Plata*, Medalla al Valor Militar de Bronze*** |
| Otto Schmidt                                 | Alemanya      | Luftstreitkräfte                                             | 20        | Orde de Hohenzollern, Creu de Ferro |
| Walter Southey                               | Sud-àfrica    | Royal Flying Corps                                           | 20        | Creu dels Vols Distingits |
| Frederick Thayre†                            | Regne Unit    | Royal Flying Corps                                           | 20        | Creu Militar* |